# Aes Grave

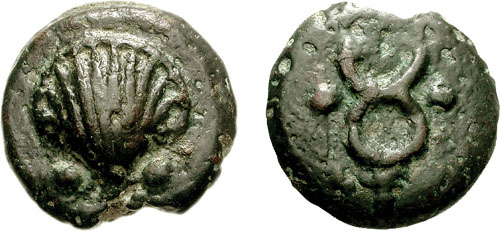
Æ Aes Grave Sextans: бл. 289-245 до н. е.

Aes Grave — так позначали римські письменники мідні гроші у прадавні часи.
Нумізматика визначає під Aes Grave литі мідні гроші з 3 та 4 століття до н. е. на території сучасної Італії. Вони мають однакову вартість і вагу. Вагою Aes Grave було 272, 327 чи 341 грами.
Поділ їх вартості був від Аса до Унції.